# سیارک ۴۸۵۰
سیارک ۴۸۵۰ (به انگلیسی: 4850 Palestrina، نامگذاری:1973UJ5) چهار هزار و هشتصد و پنجاهمین سیارک کشف شده‌است که در ۲۷ اکتبر ۱۹۷۳ کشف شد.
قدر مطلق سیارک برابر ۱۲٫۷۰ است.